# Hofküche
Die Hofküche ist eine für einen fürstlichen Hof bestimmte, in der Residenz befindliche Küche, sowie die Gesamtheit aller dort tätigen Personen: das Hofküchenamt. Dieses unterstand (und untersteht in heute noch existierenden Monarchien) dem Hofmarschall. Die Hofküche wurde/wird gewöhnlich vom Hofküchenmeister und dem Hofküchenschreiber geleitet.